# Kristliga Folkpartiet
Kristliga Folkpartiet var ett nederländskt politiskt parti, bildat 1920 av avhoppare från Kristna Socialistförbundet.
Frederik van Puffelen toppade partiets valsedel. 
1926 gick partiet upp i Kristdemokratiska Unionen.